# Le Gua (Charente-Maritime)
Le Gua é uma comuna francesa na região administrativa da Nova Aquitânia, no departamento de Charente-Maritime.